# Medewci
Medewci (bułg. Медевци) – wieś w Bułgarii, w obwodzie Kyrdżali, w gminie Kirkowo. Według danych szacunkowych Ujednoliconego Systemu Ewidencji Ludności oraz Usług Administracyjnych dla Ludności, 15 czerwca 2020 roku miejscowość liczyła 110 mieszkańców.